# ویک-د-پره
ویک-د-پره (به فرانسوی: Vic-des-Prés) یک کمون در فرانسه با جمعیت ۱۰۲ نفر است که در Canton of Bligny-sur-Ouche واقع شده‌است.